# 5. königlich ungarische Reservedivision
Die 5. königlich ungarische Reservedivision war eine Division der Königlich Ungarischen Armee während des Zweiten Weltkriegs.
Die Division wurde im Oktober 1943 aus der 5. kgl. ung. leichten Infanteriedivision gebildet. Am 1. April 1944 wurde sie in das VIII. kgl. ung. Armeekorps eingegliedert. Einen Monat später wurde sie dem ungarischen Besatzungskommando in der Sowjetunion zugewiesen. Dem II. kgl. ung. Reserve-Korps unter General Jenö Bor (später Generalmajor Bela Lengyel) zugeteilt, wurde die Division unter Führung von Generalmajor László Szabó als Teil der 2. deutschen Armee im Gebiet der Pripjetsümpfe eingesetzt. Im Zuge der sowjetischen Sommeroffensive Operation Bagration musste sich die Division Ende Juni 1944 nördlich des Pripjet kämpfend über Pinsk in Richtung auf Brest-Litowsk zurückziehen. Nachdem ein Großteil der unter deutscher Besatzung stehenden Gebiete durch die Wehrmacht aufgegeben werden musste, war das ungarische Besatzungskommando überflüssig geworden.
Wegen des raschen Vordringens der Roten Armee auf dem Balkan wurde die Division im September 1944 nach Ungarn verlegt und dort wieder dem II. kgl. ung. Reserve-Korps angegliedert. Bis zum April 1945 war die Division in Ungarn eingesetzt und kapitulierte im Mai 1945 bei Zlín in der Tschechoslowakei vor der Roten Armee.